# Reflex (czasopismo)
Reflex – czeski tygodnik społeczny. Został założony w 1989 roku.
Nakład pisma wynosi 60 tys. egzemplarzy (styczeń 2010).